# Berno Kürten
Berno Kürten (* 1956 in Düsseldorf) ist ein deutscher Filmregisseur, Drehbuchautor und Produzent.

## Leben
Berno Kürten wuchs in Ratingen auf und studierte nach dem Abitur Soziologie an der Heinrich-Heine-Universität Düsseldorf und Psychologie an der FU Berlin. Nach einem Aufenthalt in den USA arbeitete er ab 1979 u. a. bei Alfred Vohrer, Uli Edel, Roland Klick und Robert van Ackeren als Script/Continuity und Regieassistent. Außerdem führte er Regie bei Videoclips für Nena, Palais Schaumburg (Band) und Nazareth (Band).
Kürtens erster abendfüllender Spielfilm Land in Sicht wurde 1991 am Deutschen Kinder-Medien-Festival „Goldener Spatz“ von der Publikumsjury mit dem ersten Preis ausgezeichnet und erhielt wie schon sein 1989 an der Berlinale gezeigte Wettbewerbsbeitrag Tele-Vision von der Deutschen Film- und Medienbewertung das Prädikat „besonders wertvoll“.
Seit 1992 ist Kürten als Fernsehregisseur und Drehbuchautor tätig, u. a. für Krimiproduktionen wie die Tatortreihe und Nord Nord Mord sowie Fernsehspiele aller Genres.
Berno Kürten lebt bei Potsdam. Er ist Mitglied im Bundesverband Regie (BVR).

## Filmografie (Auswahl)

### Kino
- 1981: Christiane F. – Wir Kinder vom Bahnhof Zoo (Script Supervisor)
- 1983: White Star (Regieassistenz)
- 1988: Die Venusfalle (Regieassistenz)
- 1989: Tele-Vision (Kurzfilm. Drehbuch, Regie)
- 1990: Land in Sicht (Drehbuch, Regie)
- 2012: Buddha by Nature (Dokumentarfilm. Drehbuch, Regie, Produktion)

### Fernsehen
- 1992–1996: Achterbahn (6 Episoden)
- 1995–1998: Im Namen des Gesetzes (Pilotfilm und 4 Episoden)
- 1996: Tatort: Krokodilwächter
- 1997: Tatort: Geld oder Leben
- 1998: Tatort: Berliner Weiße
- 1998: Operation Phoenix – Jäger zwischen den Welten (3 Episoden)
- 1999: Vertrauen ist Alles
- 2001: The Romantic Novelist – Herz in Flammen
- 2001: Der Vamp im Schlafrock
- 2002: Club der Träume – Marmaris
- 2003: Herzlichen Glückwunsch
- 2004–2005: Ein Engel für alle (2 Staffeln zu 5 Episoden)
- 2005: Herzlichen Glückwunsch
- 2006: Kein Geld der Welt
- 2007: Pretty Mama
- 2009: Von ganzem Herzen
- 2009: Luises Versprechen
- 2010: Liebeskuss am Bosporus
- 2010: Der Schwarzwaldhof (Folgen 5 und 6)
- 2011: Therese geht fremd
- 2012: Die Nonne und der Kommissar – Verflucht
- 2015–2018: Tiere bis unters Dach (24 Episoden)
- 2017: Kalt ist die Angst
- 2018: Nord Nord Mord – Clüver und der tote Koch (Drehbuch)
- 2019: Nord Nord Mord – Sievers und die tödliche Liebe (Regie und Drehbuch)
- 2019: Nord Nord Mord – Sievers und der gute Lehrer
- 2019: Das Traumschiff – Antigua
- 2021: Das Traumschiff – Schweden
- 2022: Nord Nord Mord – Sievers und die letzte Beichte